# Aleixo Cortez
Benedito Aleixo Cortez (Poconé, 17 de julho de 1965) é um pintor brasileiro.

## Biografia e carreira
Aleixo Cortez nasceu em 1965 em Poconé, no Mato Grosso. Em 1982, aos 17 anos, começou e frequentar o Ateliê Livre do Museu de Arte e Cultura Popular da Universidade Federal de Mato Grosso em Cuiabá. No início dos anos 2000, Cortez foi premiado no Salão de Pequenos Formatos e foi o 5.º colocado no Salão Livre da Associação Cuiabana Belas-Artes. Sua obra, é muito marcada pela constante ilustração da fauna local, comunica-se também com o mato, os bichos, as águas e o homem.
Em março de 2022, a residência do artista plástico desabou parcialmente por causa das fortes chuvas que atingiram a região. O casarão, no Centro Histórico de Cuiabá, era patrimônio histórico em Mato Grosso e precisou ser demolido pela Defesa Civil após o ocorrido, deixando Cortez em situação de vulnerabilidade. Em novembro de 2023, em Cuiabá, foi realizado um leilão beneficente em prol do pintor com obras doadas pelos artistas: Adriana Milano, Adriano Figueiredo, Eduardo Ferreira, Gervane de Paula, José Medeiros, Rai Reis e Babu 78.